# 格蘭德里弗鎮區 (密蘇里州卡斯縣)
格蘭德里弗鎮區（英語：Grand River Township）是位於美國密蘇里州卡斯縣的一個行政鎮區。

## 地方資料
格蘭德里弗鎮區的面積為166.38平方千米，當中陸地面積為165.70平方千米，而水域面積為0.68平方千米。根據2020年美國人口普查的數據，當地共有人口11744人，而人口密度為每平方千米70.59人。